# (24952) 1997 QJ4
1997 QJ4 (asteroide 24952) é um plutino. Possui uma excentricidade de 0.22923756 e uma inclinação de 16.53882º.
Foi descoberto no dia 28 de agosto de 1997 por Jane Luu e Chadwick A. Trujillo, David C. Jewitt e K. Berney em Mauna Kea.